# Fabio Caserta
Fabio Caserta (ur. 24 września 1978 w Melito di Porto Salvo) – włoski piłkarz występujący na pozycji środkowego pomocnika, a także trener.

## Kariera klubowa
Fabio Caserta zawodową karierę rozpoczął w 1997 w zespole A.C. Locri. Przez dwa sezony rozegrał 29 spotkań i strzelił dziewięć goli, a następnie przeniósł się do Cremapergo. W nowym klubie wywalczył sobie miejsce w podstawowej jedenastce, jednak sezon zakończył tylko z dwoma trafieniami na koncie. W 1999 Caserta powrócił do AC Locri. Latem 2000 został zawodnikiem drużyny US Igea Virtus Barcellona, w której spędził cztery lata. Rozegrał dla niej łącznie 90 ligowych pojedynków i zdobył 17 goli.
Dzięki dobrym występom dla tego zespołu Casertą zainteresowali się działacze drugoligowej Catanii, do której Włoch trafił w 2004. W tym sycylijskim klubie Caserta grał przez trzy sezony i wywalczył awans do Serie A. 31 sierpnia 2007, czyli w ostatni dzień letniego okienka transferowego włoski napastnik podpisał kontrakt z US Palermo. Caserta w barwach tego zespołu zadebiutował w rozgrywkach Pucharu UEFA, a w lidze rozegrał dla niego łącznie 26 meczów. 31 lipca 2008 Włoch odszedł natomiast do beniaminka pierwszej ligi – Lecce. W jego barwach po raz pierwszy wystąpił 31 sierpnia w przegranym 3:0 wyjazdowym spotkaniu z Torino FC. Pierwszego gola strzelił natomiast 14 września w zwycięskim 2:0 pojedynku przeciwko Chievo Werona.
10 lipca 2009 Caserta odszedł do Atalanty BC. Kwota transferu nie została ujawniona. Z nowym zespołem spadł do Serie B, a po sezonie wypożyczono go do beniaminka Serie A – Ceseny. W 2011 wrócił do Atalanty, a w 2012 odszedł do Juve Stabia, gdzie w 2016 roku zakończył karierę.